# Марблхед (Иллинойс)
Марблхед (англ. Marblehead) — невключённая территория в округе Адамс (штат Иллинойс, США), к югу от Куинси.

## Озеро Марблхед
Марблхед подвержен частым наводнениям, последние из которых произошли в 1993, 2001, 2008 и 2011 годах. В 2008 году, когда практически вся его территория была затоплена, пресса иронически назвала затопленный район «озером Марблхед».